# Гладыш широколистный
Гладыш широколистный (лат. Laserpitium latifolium L.) — травянистое многолетнее поликарпическое растение, вид растений рода Гладыша (Laserpitium) подтрибы Морковных (Daucinae) семейства Зонтичных (Apiaceae). Цветёт в июне—июле; плодоносит в августе—сентябре. Распространён в Центральной и Западной Европе, на Балканском полуострове, на юге Скандинавии, в Средиземноморье. Занесён в Красные книги Республики Беларусь и Белгородской, Калужской, Курской, Московской, Смоленской, Псковской, Тверской и Тульской областей России.

## Описание
Многолетнее поликарпическое травянистое растение. От близкого вида Laser trilobum (L.) Borkh. отличается наличием обёртки и равномерно-мелкозубчатыми по краям сегментами листьев, конечный сегмент преимущественно цельный. Высота — до 150 см, 60—150 см. Цветёт в июне—июле или в июне—августе. Имеет толстый стержневой корень. Стеблекорень (каудекс) короткий и вертикальный; одноглавый и редко многоглавый. Стебель преимущественно одиночный и голый, немного ветвистый наверху. Прикорневые листья расположены на относительно длинных черешках. Листовые пластинки крупных размеров, очертание треугольное, дважды тройчатые или тройчато перистые; на черешочках имеются крупные яйцевидные неравнобокие сегменты. Центральный зонтик крупный; зонтики с 15—40 остро шероховатыми лучами разной длины, с обёртками из 8—10 линейно-ланцетовидных заострённых голых листочков и обёрточками из нескольких нитевидных. Лепестки белые, вы́емчатые на верхушке, доля загнута внутрь. У плодов нитевидные первичные рёбра и крыловидные, немного волнистые вторичные рёбра; плодоносит в августе—сентябре. Размножается семенами.

### Галерея

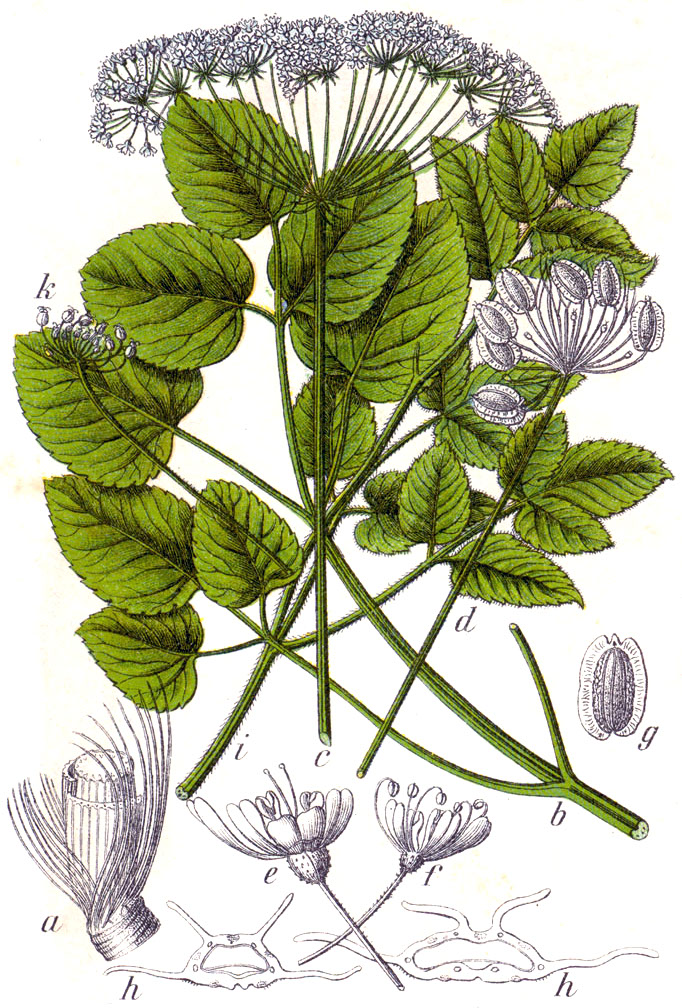
Иллюстрация из книги Иоганна Георга Штурма[нем.] «Deutschlands Flora in Abbildungen» (1796)
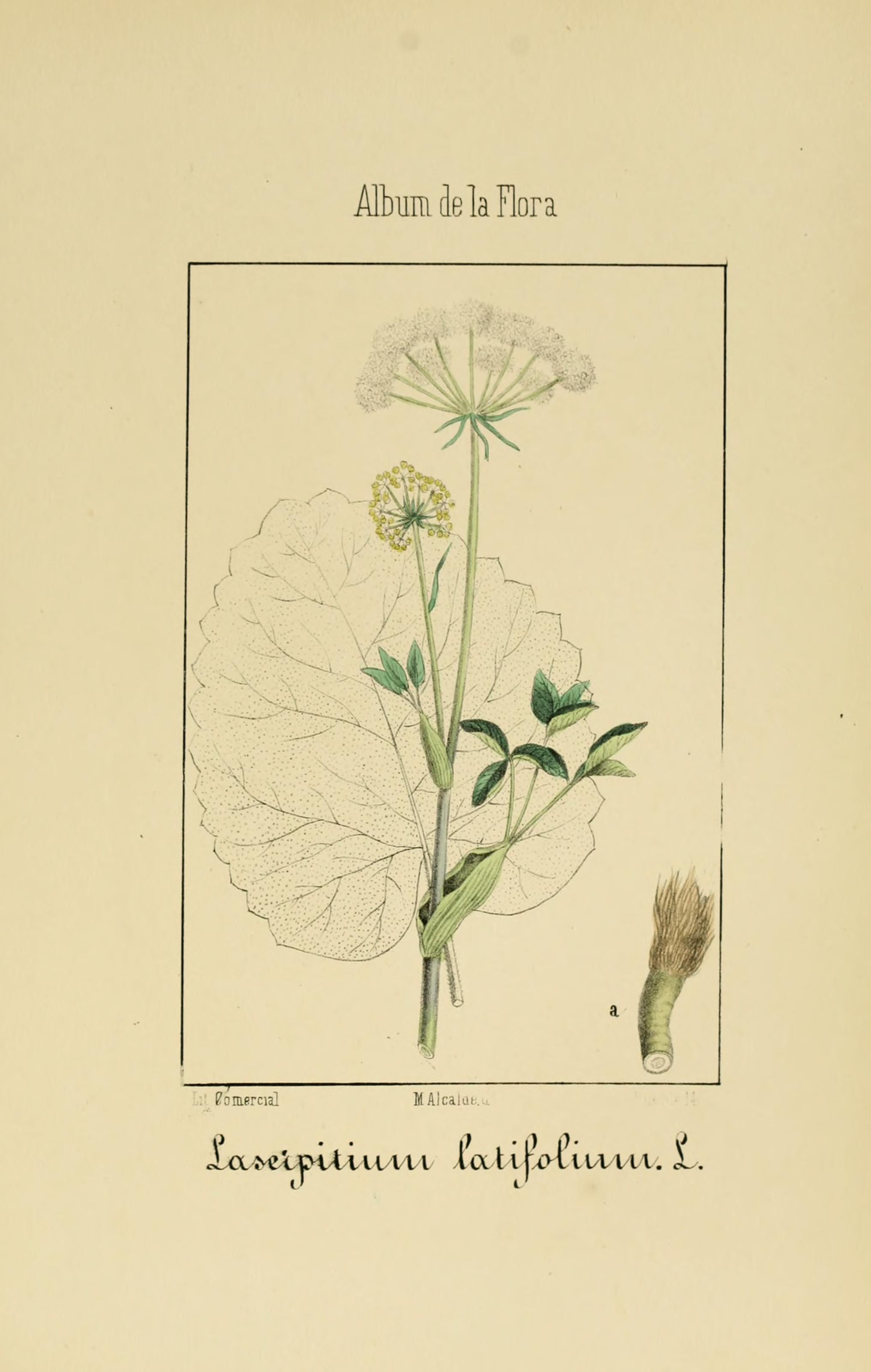
Иллюстрация из книги Vicente Martín de Argenta «Album de la flora médico-farmacéutica é industrial, indígena y exótica»
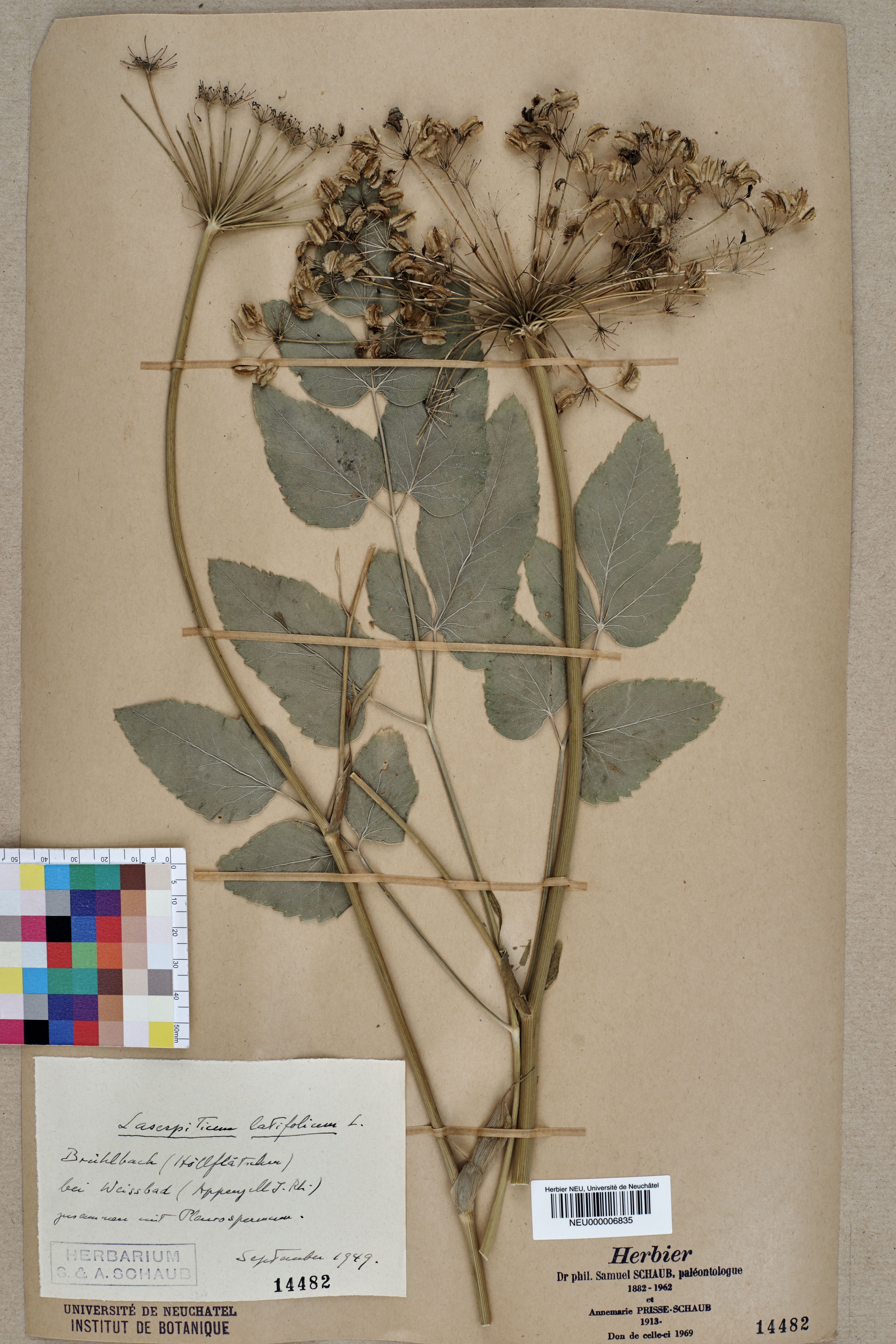
L. latifolium в коллекции Гербария университета Невшателя
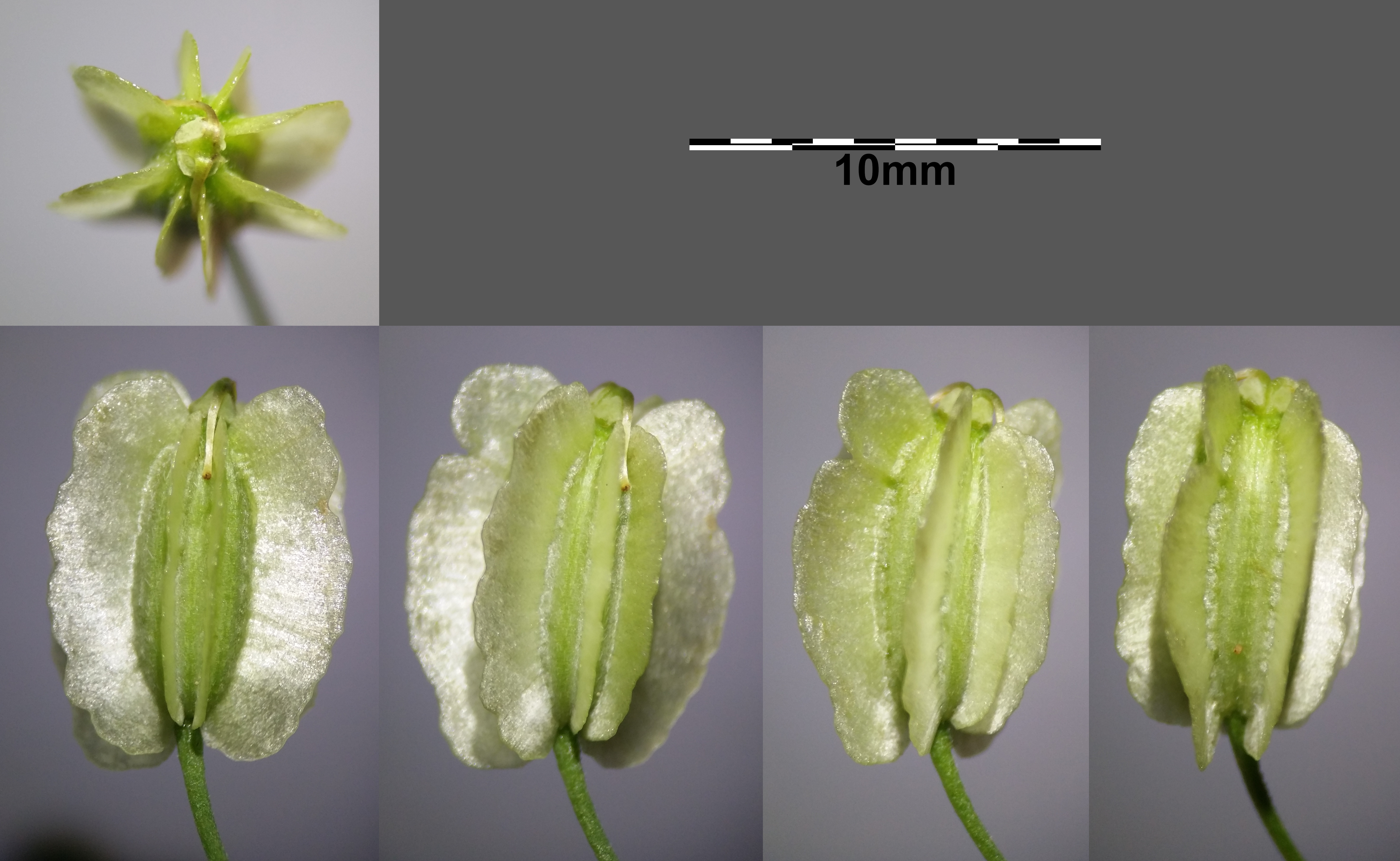
Плод вида

## Ареал
Редкий вид Западной Европы. Распространён в областях с мягким океаническим климатом, в Центральной и Западной Европе, на Балканском полуострове, на юге Скандинавии, в Средиземноморье, Иране. В России отмечен в западных областях центральной части. В Белгородской области найден только в Губкинском районе (на участке «Ямская степь», заповедник «Белогорье»). В Тверской области распространён в Зубцовском (окрестности деревни Мозгово), Калининском (деревня Иенево), Ржевском и Старицком (деревни Холохольня, Федурново и Липино) районах. Выращивается в питомнике Ботанического сада ТвГУ. В Московской области известна единственная популяция, вероятно, исчезнувший вид, встречается только в Серпуховском районе, в окрестностях деревни Ланьшино. Нередко отмечается в Брянской и Орловской областях. В Смоленской области редок. В Тульской области, как и в Московской, встречается очень редко. В Калужской области встречается в Куйбышевском, Козельском (чаще всего), Юхновском, Ульяновском и Перемышльском районах. В Курской области распространён в Золотухинском, Курском, Льговском, Поныровском, Рыльском и Щигровском районах.
Предпочитает сухие места, слабо затенённые, хорошо освещённые; преимущественно на обнажённых карбонатных породах, часто на известняках, на склонах холмов, в широколиственных и елово-широколиственных лесах, в зарослях кустарников.

## Синонимы
Согласно данным GBIF на сентябрь 2024 года в синонимику вида Laserpitium latifolium L. (1753). In: Sp. Pl. 248 (1753) входят следующие названия:
- = Laserpitium latifolium var. asperum Crantz
- = Laserpitium latifolium var. latifolium L., 1753
- = Laserpitium trilobum Murith